# كولوسيوم
الكولوسيوم  أو الكوليسيوم أو الكلوسيم أو ما يسمى المدرج الفلافي (باللاتينية: Ampatrum Flavium؛ وبالإيطالية: Anfiteatro Flavio أو Colosseo)، هو مدرج روماني عملاق يقع في وسط مدينة روما، تم تشييده إلى شرق المنتدى الروماني، ويرجع تاريخ بنائه إلى عهد الإمبراطورية الرومانية في القرن الأول فيما بين عامي 70 و72 بعد الميلاد تحت حكم الإمبراطور فلافيو فسبازيان، وتم الانتهاء منه بشكل أساسي عام 80 في عهد تيتوس، إلا أنه قد أضيفت له بعض التعديلات في عهد دوميتيان. تم بناء المدرج الأكبر في العالم من الخرسانة والحجارة، ويعد المدرج بمثابة العمل الأكبر الذي شيدته الإمبراطورية الرومانية، حيث يعتبر واحدًا من أعظم الأعمال المعمارية والهندسية الرومانية. وطُبعت صورة الكولوسيوم على قطعة الخمس سنتات من النسخة الإيطالية.
سمي الكولوسيوم بالمدرج الفلافي تكريمًا لسلالة الأباطرة الفلافية التي أنشئت هذا المدرج، وأطلق عليه فيما بعد اسم الكولوسيوم نسبة إلى تمثال نيرون الضخم الذي كان يقع بجانبه، والمسمى باللاتينية «كولوسوس» (باللاتينية: Colossus) تيمنًا بعملاق رودس. انتقلت هذه التسمية من اللاتينية إلى مختلف اللغات الأوروبية خلال العصور الوسطى، ومنها وصلت اللغة العربية خلال فترة الأخذ والنقل عن المؤلفات والكتب الغربية أواخر القرن التاسع عشر وخلال فترة الاحتلالات والانتدابات البريطانية والفرنسية على البلدان العربية المختلفة. كانت الساحة تستخدم في قتال المصارعين والمسابقات الجماهيرية مثل المعارك البحرية الصورية وصيد الحيوانات والإعدام وإعادة تمثيل المعارك الشهيرة والأعمال الدرامية التي كانت تعتمد على الأساطير الكلاسيكية، حيث تتراوح سعته ما بين 50,000 إلى 80,000 شخصًا في المدرجات المكونة من ثمانية صفوف. كان يجلس في المقدمة بالقرب من الساحة الرملية الإمبراطور وأعضاء مجلس الشيوخ، بينما كان يجلس في الأعلى الطبقات الدنيا من المجتمع. استمرت مراسم افتتاحه 100 يوم، حيث شاركت فئات الشعب الروماني بأكمله في ذلك الحدث، ومات خلال ذلك الاحتفال العشرات من المصارعين والوحوش الذين ضحوا بحياتهم من أجل متعة وترفيه الشعب، وقد ساعدهم البحارة في نصب الخيام التي كانت تقي المتفرجين أشعة الشمس القوية.
توقف استخدام المبنى في العروض الجماهيرية في العصور الوسطى المبكرة. وفي وقت لاحق، أعيد استخدامه بوصفه مأوى ومصنعًا ومقرًا للنظام الديني وقلعة ومحجر. وتم استخراج مواد بناء وفيرة لبناء مبانٍ أخرى من تحت أنقاضه، إلا أن تحول بعد ذلك إلى مزار مسيحي، تكريمًا للأسرى الذين قتلوا خلال السنوات الأولى للمسيحية. وقد ساعد هذا الإجراء على حماية المبنى من أعمال السلب والنهب وضمان صيانتها.
يقف الكولوسيوم بوصفه نصبًا هندسيًا دالًا على عبقرية الهندسة الرومانية، إضافة إلى أنه كان يعد بمثابة أداة قوية في التحكم في الحشود، بطريقة عرض مبهرة كانت تتماشى مع هيمنة روما على العالم. على الرغم من تضرر الهيكل بشكل كبير بفعل الزلازل، إلا أنه دائمًا ما يُنظر إلى الكولوسيوم بوصفه رمزًا للإمبراطورية الرومانية ومثالًا شاهدًا على العمارة الرومانية. الكولوسيوم هو واحد من مواقع الجذب السياحي الأكثر شعبية في روما الحديثة، ولا يزال مرتبطًا ارتباطًا وثيقًا بالكنيسة الكاثوليكية، حيث يترأس البابا درب الصليب في جمعة الآلام. ويعد مركزًا تاريخيًا لروما والكرسي الرسولي لمناطق خارج الإقليم في إيطاليا. اُختير مدرجه موقعًا للتراث العالمي من قبل اليونيسكو في عام 1980. وفي عام 7 يوليو عام 2007، أُدرج المدرج أيضًا ضمن عجائب الدنيا السبع الجديدة في العالم، بعد مسابقة نظمتها مؤسسة عالم جديد NOWC. كشف الكولوسيوم عن أكثر كنوزه الخفية عقب عملية تنظيف واسعة لمنطقة مغلقة منذ عقود، حيث كشف عمال النظافة عن جداريات حية بألوان نابضة بالحياة تعود لما يقارب 2000 عام.

## أصل الاسم

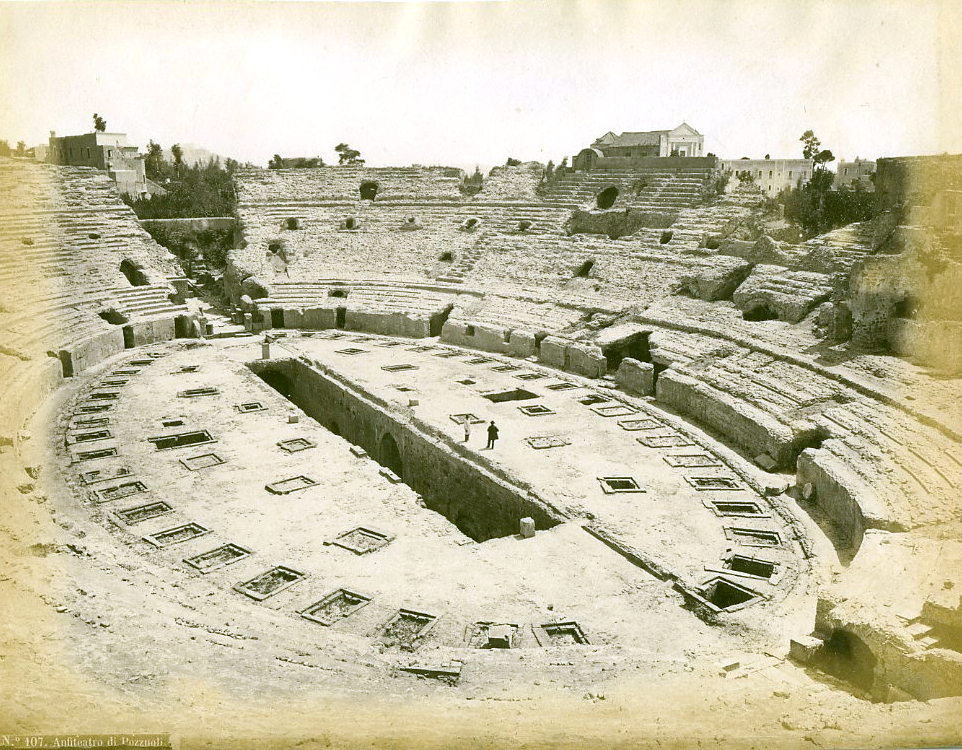
المدرج الفلافي في بوتسوولي.

كان الاسم اللاتيني الأصلي للكولوسيوم هو المدرج الفلافي (باللاتينية: Amphitheatrum Flavium)، والذي أصبح يحمل نفس الاسم في اللغة الإنجليزية (بالإنجليزية: Flavian Amphitheater). وتم بناءه من قبل أباطرة السلالة الفلافية الذين خلفوا نيرون. ولا يزال الاسم مستخدمًا في اللغة الإنجليزية الحديثة، إلا أنه أصبح معروفًا بشكل عام باسم الكولوسيوم. وفي العصور القديمة، قام الرومان بالإشارة إلى الكولوسيوم باسم غير رسمي وهو (باللاتينية: Amphitheatrum Caesareum) أي المدرج القيصري، إلا أن هذا الاسم كان يحمل الكثير من الخلفية الشعرية، حيث لم يقتصر فقط على الكولوسيوم؛ حيث أن فسبازيان وتيتوس قد قاما ببناء المدرج الفلافي في بوتسوولي.
سمى الكولوسيوم بهذا الاسم نسبة إلى تمثال نيرون البرونزي الضخم الذي كان يقف منتصبًا بجانبه في شكل إله الشمس وبارتفاع 38 مترًا، بعد أن جره 12 فيلًا لإقامته في ذلك الموقع. وقد قام خلفاء نيرون بتشكيل التمثال في وقت لاحق بمحاكاة نظيريه لكل من هلیوس وأبولو، وذلك بإضافة تاج الشمس المناسبة له. وقد تم استبدال رأس نيرون مرارًا بخلفائه من الأباطرة. وكان نيرون قد فقد قبضته على السلطة، فقام مجلس الشيوخ آنذاك بإعلان نيرون عدوًا للدولة، وبدلاً من توجيه حكم الإعدام له، قام بالإنتحارعام 68، مخلفاً وراءه حالة من الإفلاس نتيجة بذخه الشديد والفوضى جراء الحروب الأهلية الكثيرة أثناء حكمه. وتم تحطيم التمثال في القرن السادس بأمر من البابا غريغوري الكبير حين تنصرت روما وردًا على اضطهاد المسيحيين ثم إجبارهم على مصارعة الأسود. وبنى بالقرب منه قوس النصر (قسطنطين) عام 315 تكريمًا لنصر الإمبراطور الذي بنى القسطنطينية، والذي قلده الفرنسيون في قوس النصر بباريس. وافتتح الكولوسيوم عام 80 بعد الميلاد في عهد الإمبراطور تيتوس، حيث أقيمت عليه دورة الألعاب الأولمبية الافتتاحية لمدرج فلافيان في العام ذاته، بناءً على أوامر الإمبراطور الروماني احتفاءً بانتهاء بناء الكولوسيوم، وعرف المدرج باسم فلافيان.
في القرن الثامن، نُسبت إبجرامة شهيرة لبيدا المكرم للاحتفاء بالمغزى الرمزي للتمثال، وذُكر بها «مادام الكولوسيوم قائمًا ستبقى روما قائمة وحين تسقط روما سيسقط العالم بأسره. حين تتجول في أنحاءه تشعر أنك كنت هناك يومًا ما شاهدًا على عظمة تلك الإمبراطورية الفريدة من نوعها، وستجد أن هذا الأثر الخالد يحدثك بمن مر عليه ومن بناه ومن كان فيه.» غالبًا ما كان يتم الإشارة إلى الكولوسيوم باسم العملاق، كما جاء في قصيدة رحلة تشايلد هارولد للورد بايرون. وفي الوقت ذاته، فقد أشار بيدا إلى أن اسم المدرج المذكر قد تم تطبيقه على التمثال بدلًا مما كان معروفًا على المدرج الفلافي. ولم يسقط التمثال العملاق، وربما تم سحبه لإعادة استخدام البرونز المستخدم في تشييده. وفي عام 1000، تم اعتماد اسم الكولوسيوم للإشارة إلى المسرح المدرج. واندثر التمثال ذاته ولم يتبق منه غير قاعدته، الواقعة بين الكولوسيوم ومعبد فينوس وروما.

## تاريخ المبنى

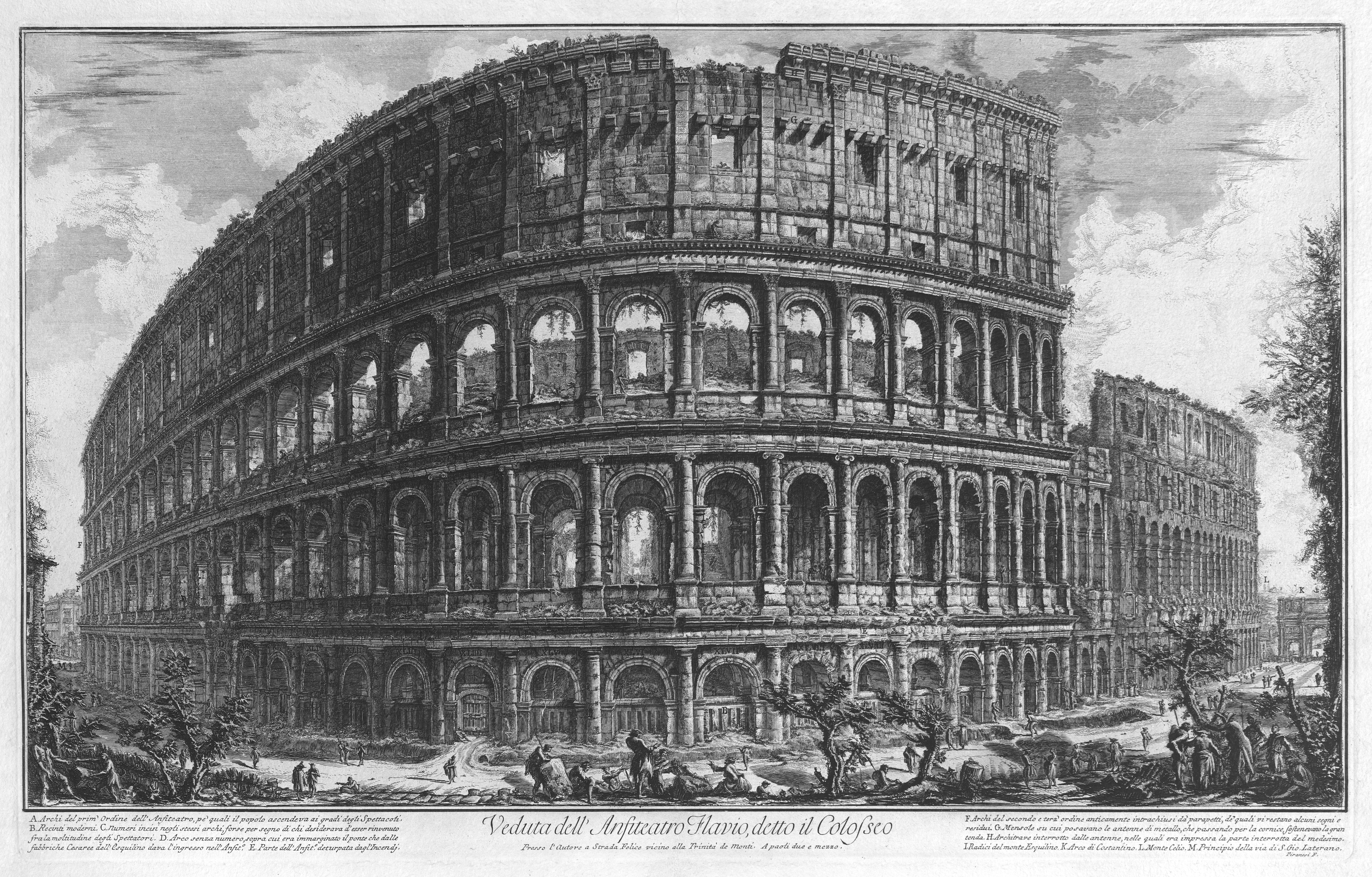
الكولوسيوم في النقش 1757 من قبل جيوفاني باتيستا بيرانيسي.

منذ تاريخ البدء في البناء وحتى الوقت الحاضر مر المبنى بالعديد من التطورات من حيث الاستعمال وأيضا الشكل المعماري للمبنى الذي تجلت به الهندسة الرومانية التي فتحت طريقة بنائه الطريق إلى استعمال مواد البناء التي لا تزال مستخدمة إلى الآن، فقد كان يعتقد أن الساحة كانت مغطاة بقبة سماوية كبيرة. ويعد المبنى أشهر مثال للمسارح الرومانية على هذه الشاكلة، والتي تتميز بكونها كاملة الاستدارة أو بيضاوية تمامًا. وظل المبنى مستخدمًا لمده تقرب من 500 عامًا في مجالات الأنشطة والمهرجانات والغناء والموسيقى وألعاب الخداع والهتافات وتوزيع الطعام والماء، وسجلت آخر ألعاب أقيمت به في القرن السادس، بعد التاريخ التقليدي الذي يعتقد بسقوط الإمبراطورية الرومانية الغربية عام 476، حيث تم منع منازلات الكولوسيوم نهائيًا. ومنذ ذلك الحين فقد تم استخدام المبنى لأغراض متنوعة ما بين كنيسة مسيحية ومقبرة للموتى. وخلال العصور الوسطى، تعرض البناء إلى أضرار كبيرة نتيجة لهزة أرضية أدت إلى انهيار جزء كبير من جداره الخارجي. وفي القرن الثامن عشر، زعمت الكنيسة الكاثوليكية أن المسيحيين الأوائل في روما قد تم تعذيبهم وقتلهم داخل حلبة الكولوسيوم، وهو الأمر الذي أعطى المبنى أهمية دينية ساهمت في الحفاظ عليه. أما في الوقت الحالي، فإن الكولوسيوم قد أصبح أكثر الآثار في روما جذبًا للسياح، حيث تحول من رمز للموت إلى رمز وأيقونة يستخدمها مناصرو إلغاء عقوبة الإعدام في العالم في تظاهراتهم واحتجاجاتهم؛ كما يتم تحويل إنارة الكولوسيوم من اللون الأبيض إلى اللون الأصفر خلال تنفيذ أي عملية إعدام حول العالم.

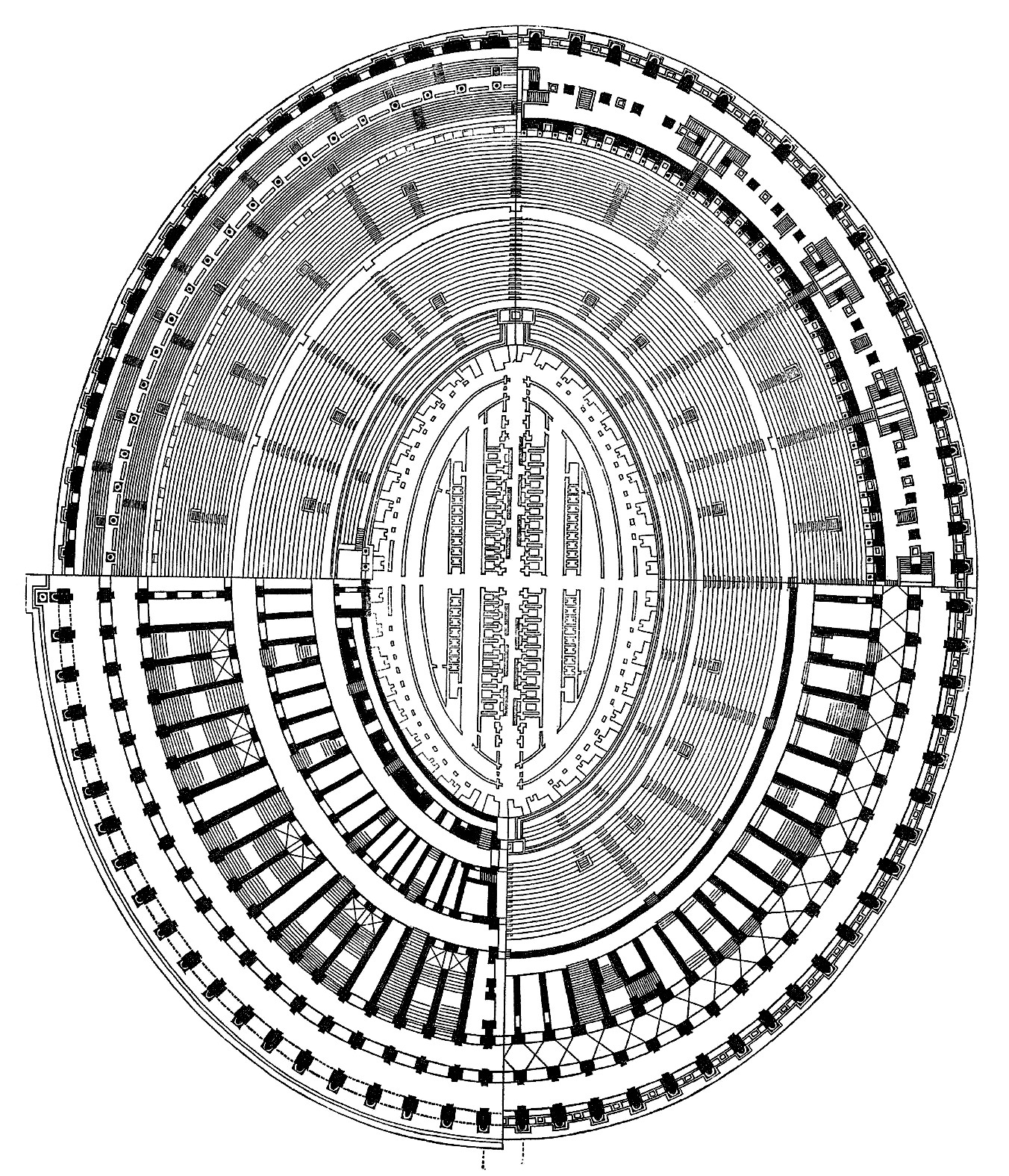
المسقط الأفقي (مستويات مختلفة)

بنى القنصل الروماني تيتوس إستاتليوس توروس مسرحًا مدرجًا في عام 29 ق. م. وكان هذا البناء هو الأكبر حجمًا من نوعه في المدينة، مع كل المرافق اللازمة. وقد دُمر هذا المبنى في حريق روما الكبير الذي دمر نحو ثلثي مدينة روما في عام 64 م، فيما ظهرت الحاجة إلى وجود مدرج آخر للمدينة الرومانية.
كانت قصة إنشاء الكولوسيوم دامية وعنيفة بقدر الأحداث التي حدثت في داخله، حيث امتدت سيطرة روما القلب الناضج للإمبراطورية الرومانية من بريطانيا في الغرب إلى سوريا في الشرق، مما جعلها أكبر إمبراطورية في العالم القديم. كانت العاصمة تحشد أكثر من مليون نسمة، وهذا الحشد من الناس كان مستاء ومتقلب ولتهدئتهم قام الإمبراطور ببناء أعظم مدرج في العالم.
تعود قصة بناء الكولوسيوم إلى ألفي سنة في القرن الثامن والستين ق. م. حكم الإمبراطور السيئ والطاغية القاسى نيرون روما وإمبراطوريتها، وعلى عكس نصيحة مجلس الشيوخ، فرض نيرون ضرائب باهظة، إلا أن نظامه الضريبي قد أغضب الجموع في أنحاء الإمبراطورية. وكان يهدف ذلك المال إلى بناء بلاط ضخم في قلب روما وبرافته تمثال لنيرون بلغ ارتفاعه 38 مترًا. بدأ تشييد الكولوسيوم تحت حكم الإمبراطور فسبازيان فيما بين عامي 70 و72، بتمويل من الغنائم المأخوذة من معبد يهودي بعد حصار القدس، الذي أدى إلى تدمير المدينة أثناء اقتحامها واضطرار تيتوس إلى تدمير الهيكل اليهودي أيضا بسبب تحصن الثوار اليهود فيه، رغم عدم رغبته في ذلك. وكان الموقع المختار منطقة مسطحة على الأرض من واد منخفض. أمر الإمبراطور فسبازيان أن يقام هذا المدرج الجديد من نصيب عامة بلاده من الغنيمة. ويعتقد أن ذلك كانت للإشارة إلى الكم الهائل من الكنوز التي استولى عليها الرومان بعد انتصارهم في الثورة اليهودية الكبرى سنة 70 م. وبناءً على ذلك، فإن الكولوسيوم يمكن تفسيره على أنه نصب للنصر العظيم الذي بني في التقليد الروماني للاحتفال انتصارات عظيمة.

## الكولوسيوم كرمز

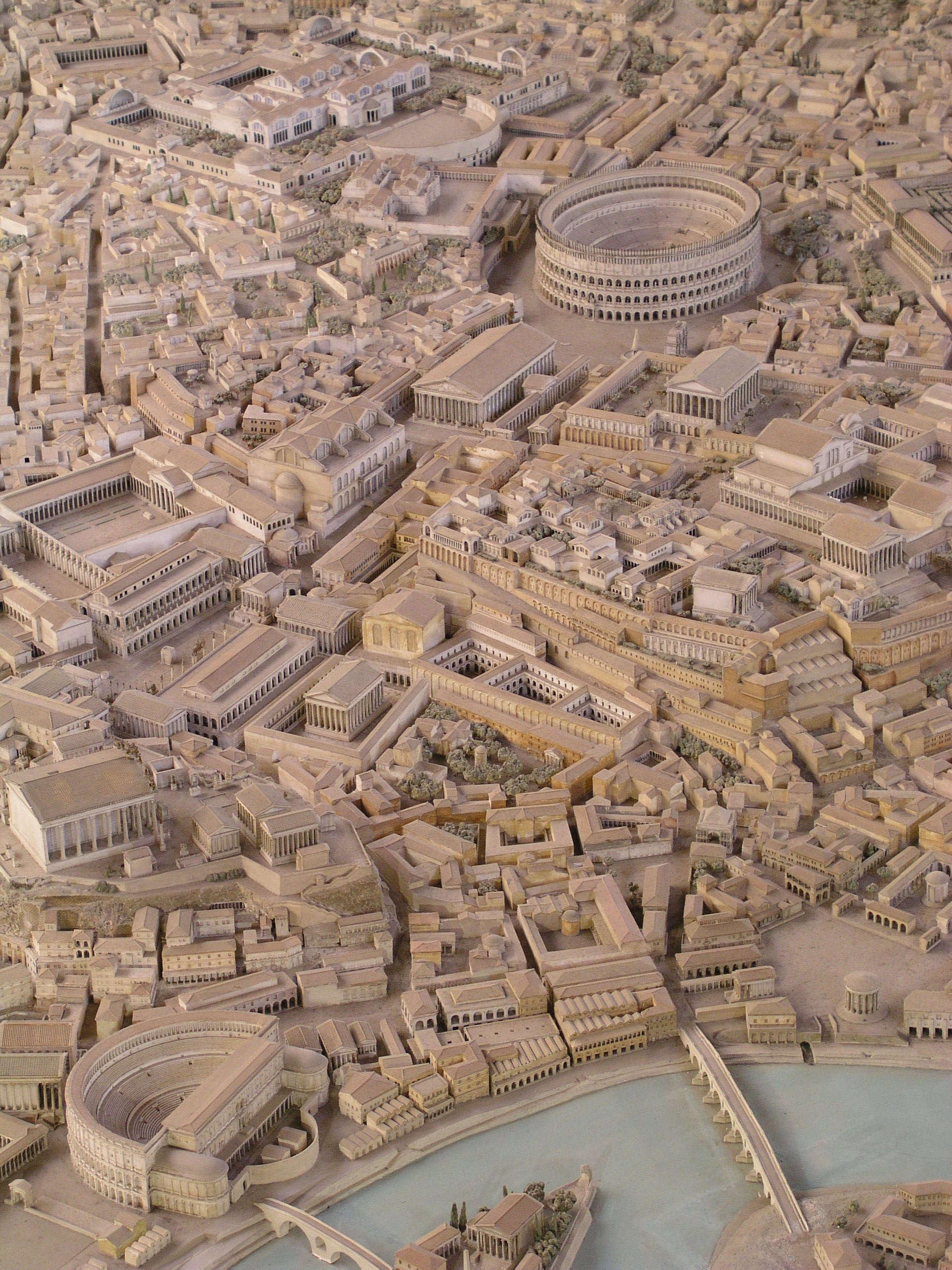
المنتدى الروماني على اليمين وفي الخلفية الكولوسيوم، بانخفاض جزيرة التيبر، من الديوراما في متحف الحضارة الرومانية.

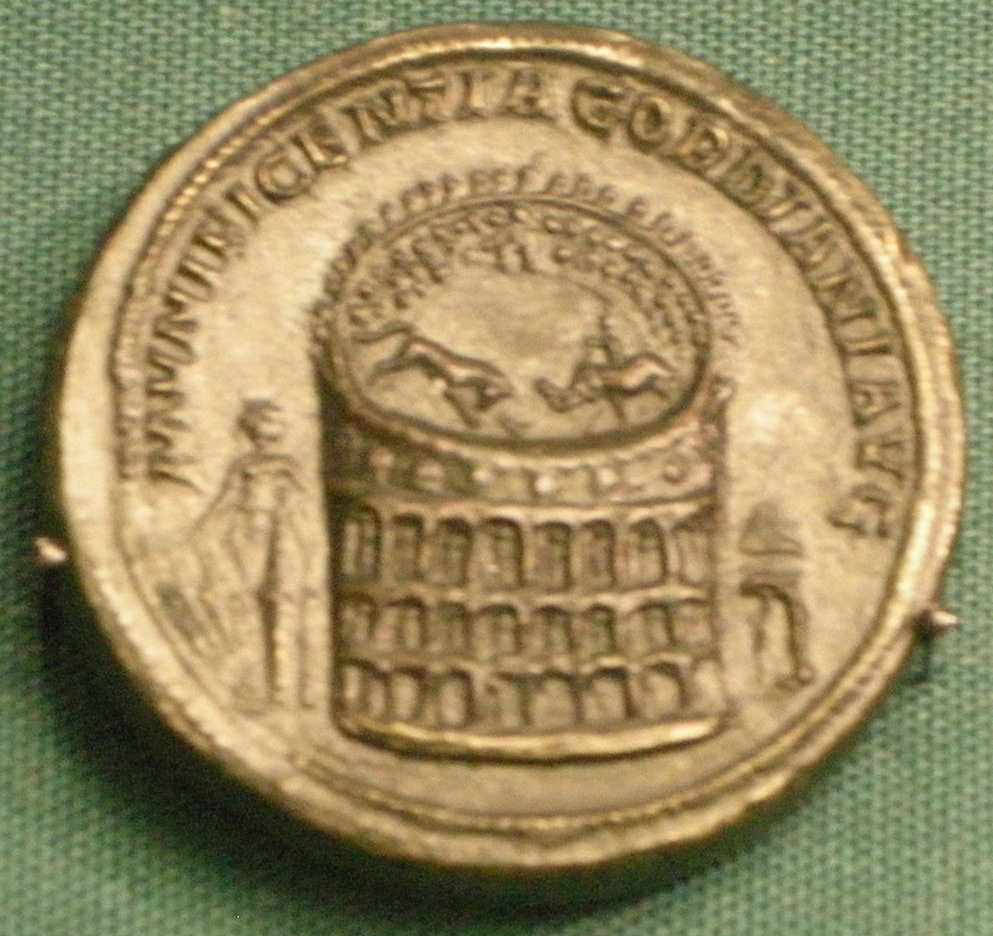
الكولوسيوم على أحد العملات الرومانية قديمًا.

الكولوسيوم هو صرح روما الأعظم والشاهد على التاريخ والأسطورة، حيث يمثل رمزًا لواحدة من أقوى الإمبراطوريات التي عرفها التاريخ، وذلك على خلفية ما تركته حضارة الرومان من آثار وأساطير وروايات تتراوح بين الحقيقة والسراب. يعود بناء الكولوسيوم إلى رغبة الإمبراطور فلافيو فسبازيان في محو ذاكرة سلفه الإمبراطور نيرون حارق روما من جهة. ومن جهة أخرى، حتى يرمز لعظمة الإمبراطورية الرومانية في وقت من أزهى عصورها لمضاهاة الحضارات والدول الكبرى التي خضعت لسيادة روما.
تدل كلمة الكولوسيوم، التي اقترنت بمسرح فسبازيان عبر أكثر من تسعة عشر قرنًا، على الكتلة هائلة الحجم والبنية. ويعود أصلها إلى تمثال إله الشمس الإغريقي أبوللو، وقد أراد نيرون المهوس بالعظمة وجبروت روما أن يتمثل بالإله أبوللو حين أقام لنفسه تمثالًا هائلًا أطلق عليه الرومان اسم الكولوسيوم على مدخل قصره الأعجوبة دوموس أوريا والذي يعني الدار المذهبة، الذي أهلكه شعب روما نقمة على إمبراطورهم نيرون وانتقامًا لفعلته الشهيرة.
وتعتقد طائفة من المؤرخين إن فسبازيان أقام مسرحه الذي أكمله ابنه تيتوس عام 80 فوق البحيرة الصناعية الضخمة التي حفرها نيرون أمام قصره الخيالي قبالة تمثاله العملاق الكولوسيوم، رغبة منه في محو أثار سلفه سيئ الذكر.
ويشتهر هذا المبنى بالتوافق الكامل لعناصره الزخرفية ويشهد بروعة الفنون المعمارية الرومانية القديمة بمحيط دائرة تصل إلى 52 مترًا، وهو على شكل مدرج ومسرح نصف دائري مقام منذ ألفي سنة. وجاء هذا الصرح المعماري بوصفه رمزًا لأكثر رموز حضارة الرومان التي التهمت رموز سبقت الحضارة الرومانية.

## وصف المبنى

استرداد منظوري للكولوسيوم.

يقف مبنى الكولوسيوم على منصة مرتفعة فوق المنطقة المحيطة به والمكونة من الحجر الجيري. أساس المبنى مكون من عدد كبير من حجر الطف، بسمك 13 مترًا، ويصف في خارج البناء سور من الطوب. تتكون دعائم الهيكل من كتل أعمدة من الحجر الجيري، متصلة بواسطة قضبان معدنية. محيط المبنى على شكل دائرة تصل إلى 52 م، ويبلغ طوله 527 م وارتفاعه 50 م، واستعمل فيه الحجر الجيري. هو مبنى مؤلف من أربعة طوابق يحمل الطابق الأول أعمدة من النوع الدوري، أبسط وأقدم نوع من الأعمدة في الهندسة المعمارية الإغريقية، ويليه طابق تحمله أعمدة أو دبابيس من النوع الأيوني، نسبة إلى مدينة أيونيا اليونانية، ثم يليه الطابق الثالث الذي تحمله أعمدة من النوع الكورنثي، نسبة إلى مدينة كورنث التي اشتهرت قديمًا بالترف، وتزدان تيجان أعمدته بزخارف تشبه أوراق الأشجار، وله ثمانون مدخلًا على غرار ملاعب المدن الرياضية الحديثة. أما الجزء الداخلي فيتكون من ثلاثة أقسام وهم المسرح المدور، مكان التنافس، والمنصة العالية ومقاعد المشاهدين، والتي تنقسم حسب طبقاتهم من الإشراف وأعضاء مجلس الشيوخ وبقية أفراد الشعب. وتأتى أهمية هذا المكان في مساعدة الملوك مع مرور الوقت في السيطرة على شعبهم بتوفيرهم الخبز للمأكل والرياضة للتسلية.

### القسم الخارجي

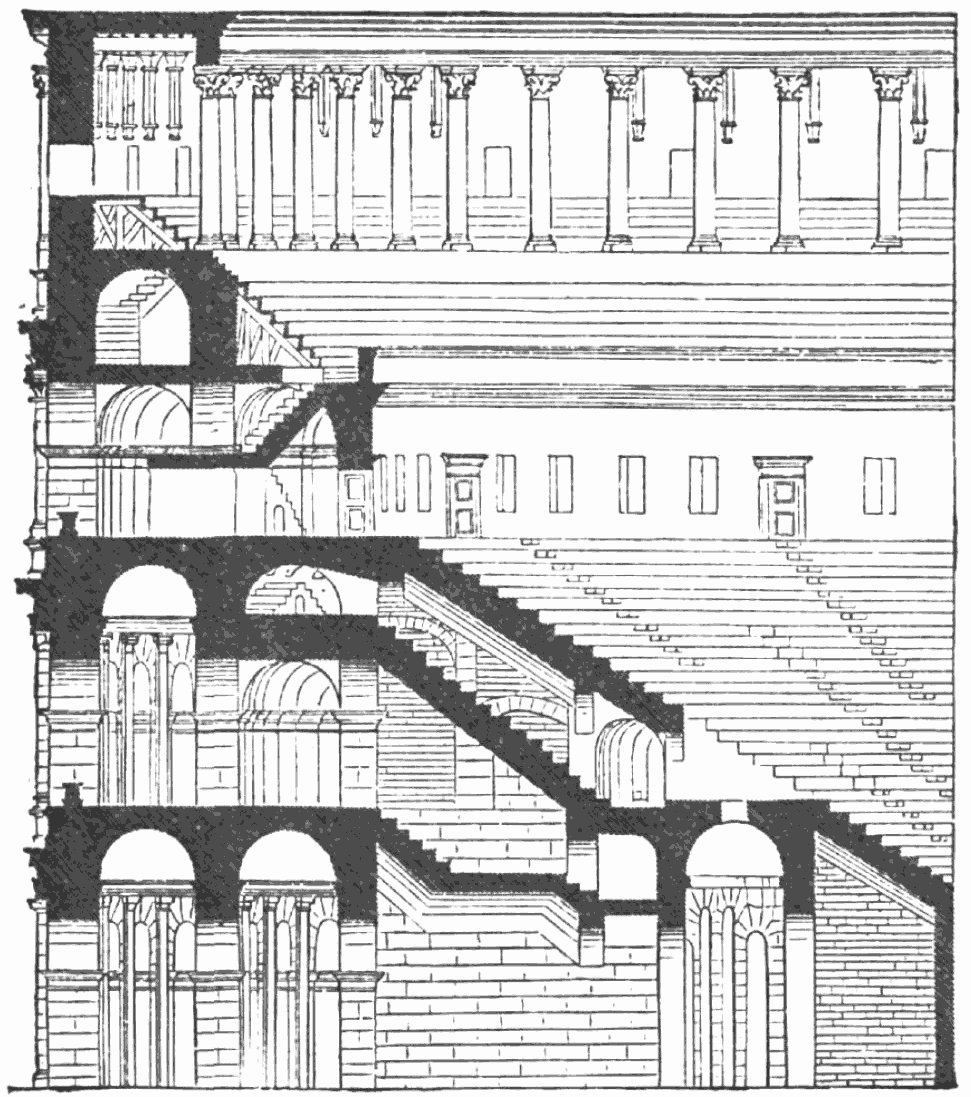
مقطع عرضي لجزء من الكولوسيوم.

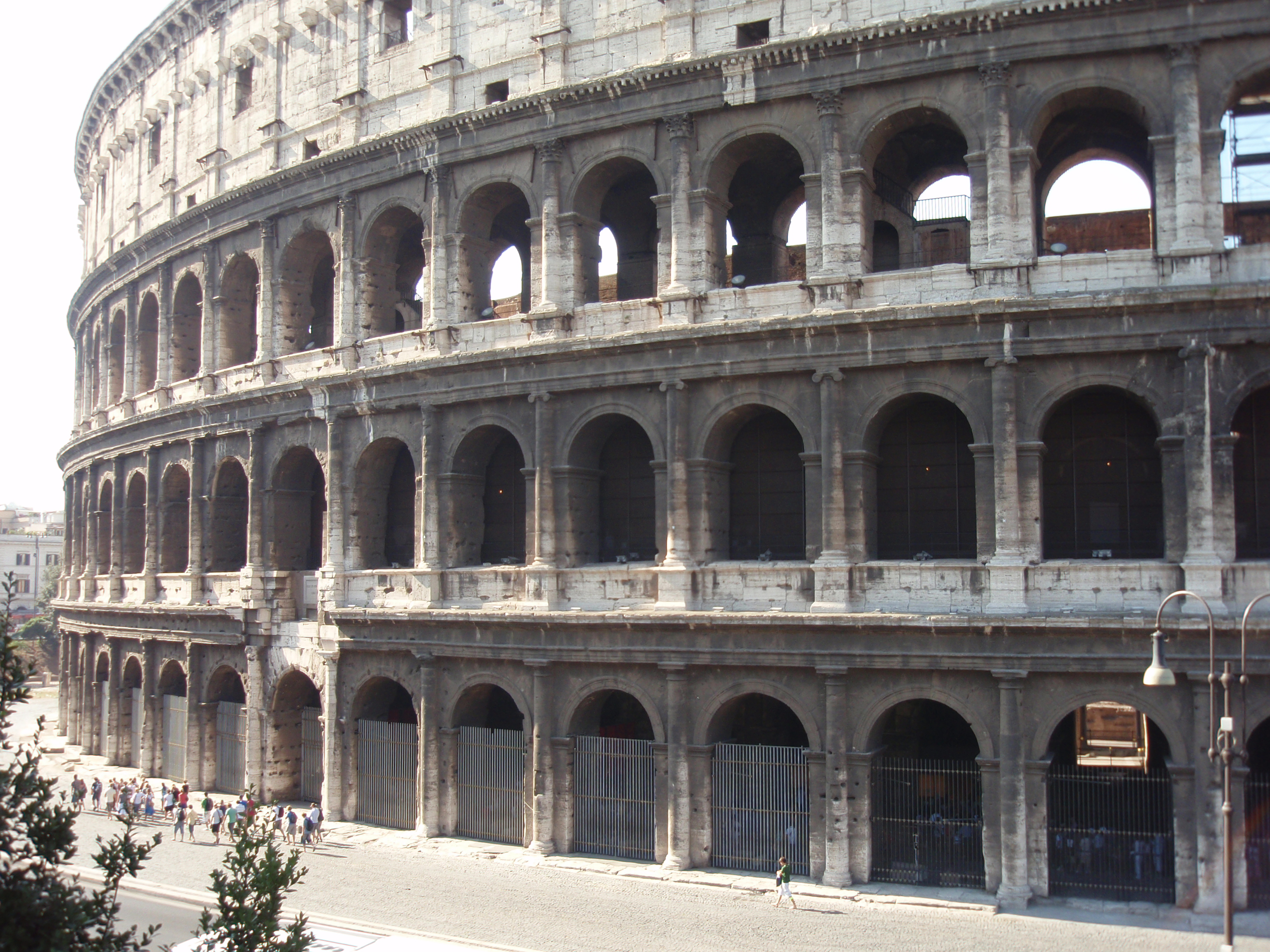
التفاصيل من الواجهة الخارجية.

### الهيكل
على عكس المسارح اليونانية التي بنيت في وقت سابق إلى سفوح الجبال، فإن الكولوسيوم هو بنية قائمة بذاتها كليًا. ويستمد تصميمه الخارجي وهندسته المعمارية الداخلية من اثنين من المسارح الرومانية القديمة. هو مبنى بيضاوي ضخم، يبلغ طوله 189 مترًا (615 قدم / 640 قدم روماني)، وعرضه 156 متر، وارتفاعه 57 متر، ومحيطه 524 متر، مع مساحة قاعدتها 6 فدان (24,000 م²). يبلغ ارتفاع الجدار الخارجي 48 مترًا، ومحيطه 545 مترًا. أما ساحته المركزية فهي بيضاوية الشكل، بطول 87 مترًا (287 قدم)، وعرض 55 مترًا (180 قدم)، وهي محاطة بسور خارجي يبلغ ارتفاعه 5 أمتار. وللمبنى ثمانون مدخلًا على غرار ملاعب المدن الرياضية الحديثة، حيث يحتوي على العديد من التصاميم المبتكرة والحلول الفعالة للمشاكل الراهنة، ذات اللون الفوسفور الوردي.
وتتطلب الجدار الخارجي بشكل تقديري لأكثر من 100.000 متر مكعب من حجارة ترسبات الترافرتين الجيرية، والتي تم ربطها فيما بينها بواسطة 300 طن من المشابك الحديدية. ومع ذلك، فقد لحقت بها أضرار جسيمة على مر القرون، فقد انهارت أجزاء كبيرة منه جراء الزلازل المتعاقبة. فالجانب الشمالي من السور الخارجي ما زال قائمًا؛ حيث أن أوتاد الطوب الثلاثي المميزة الموجودة بنهاية كل صف ما هي إلا إضافات حديثة، تم بناءها في أوائل القرن التاسع عشر لدعم الجدار. أما الجزء الخارجي المتبقي إلى اليوم من الكولوسيوم هو في الواقع الجدار الداخلي الأصلي.
أما الجزء المتبقي من المبنى من واجهة الجدار الخارجي فإنه يضم ثلاثة طوابق من الأروقة المعمدة، وتعلوهم المنصة، التي تقف على العلية. وتم تأطير هذه الطوابق بأنصاف الأعمدة من النظام التوسكاني والأيوني والكورنثي، فيما وتزدان تيجان أعمدته بزخارف تشبه أوراق الأشجار من النظام الكورنثي. مع تأطير أقواس كل من الأروقة المعمدة في الطابقين الثاني والثالث بالتماثيل، وربما كان ذلك بمثابة نوعًا من التكريم الألهي والشخصيات الأخرى من الأساطير اليونانية الرومانية. فيما يشكل الطابق الرابع الجدار الصلب، مدعومًا بأروقة معمدة تقوم عليها الأقواس. وتم فتح أربعين نافذة مربعة صغيرة في أجزاء عدة من الجدار الفاصل، حيث كانت واحدة بين كل لوحين حجريين، مع وضع ثلاثة رفوف بارزة فوق مستوى النوافذ لكل جزء من الذين تم تكوينهم من الأقطاب الخشبية التي كانت تستخدم في الفتح والغلق، مع قيام بحارة الأسطول بنصب الخيام التي كانت تقي المتفرجين أشعة الشمس القوية.

### القسم الداخلي

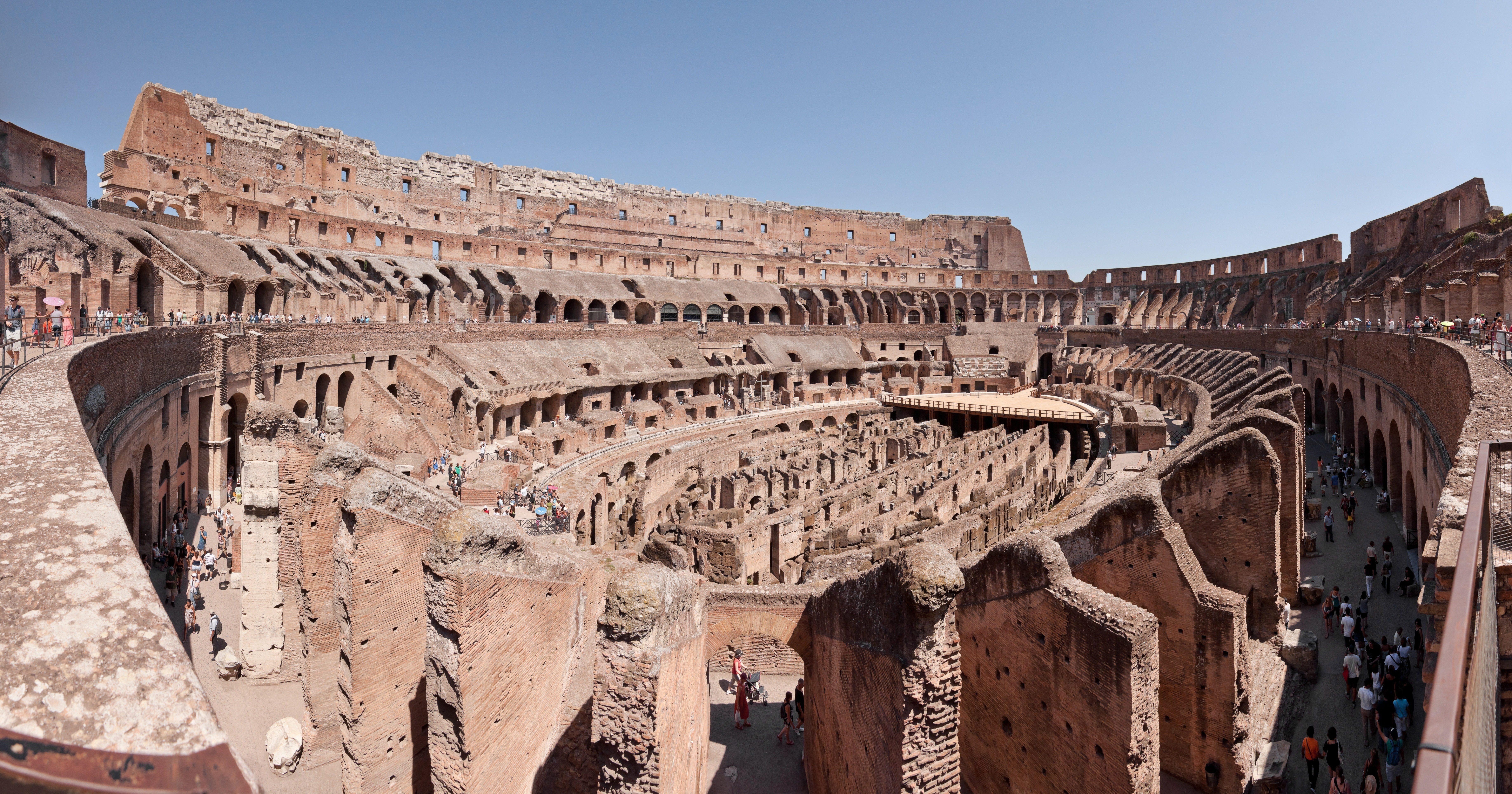
صورة بانورامية للكولوسيوم من الأعلى.

#### نظام الإدخال

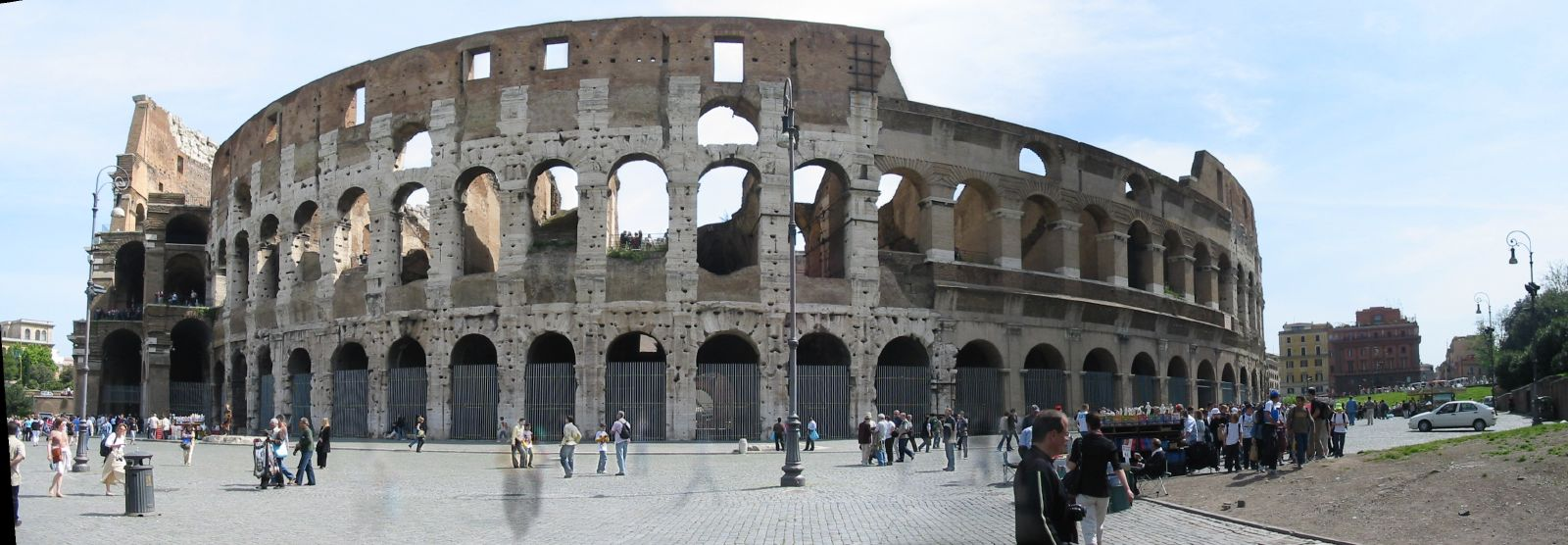
عرض من الكولوسيوم من قوس قسطنطين، مربع الكولوسيوم.

كان لكل مسرح روماني بابان رئيسيان يدخل من أحدهما المتصارعون، ومن الآخر كان يتم الالتقاء بجثث من يسقط منهم وبجثث الحيوانات الضارية المشاركة في العرض. وقد أبدع المهندسون الرومان في تشيد الكولوسيوم بسعة لم يعهدها التاريخ من قبل، كان حيث يسع المسرح المدرج البيضاوي الشكل لما بين 50,000 إلى 80,000 متفرجًا وكان يُسمح لهم بالدخول والخروج في سرعة ونظام فائق عبر الأقواس الثمانين الموجودة في الطابق الأرضي، والذي كان يؤدي كل منها إلى درج يتصل بسلسلة من الممرات التي تقسم المدرجات وتؤدي إلى كل منها، ومن ثم إلى المقعد المحدد. وباستثناء الأقواس الأربعة الرئيسية المتعامدة، كانت بقية البوابات الثمانين المؤدية إلى المدرجات تسمح بجلوس خمسين ألف متفرجًا أو أكثر في المدرجات المرقمة بأرقام رومانية، حيث يحمل كل متفرج رقم المدرج الخاص به. ويرجح أن الإمبراطور كان يستخدم البوابة الشمالية المواجهة للمقصورة الملكية لما يتميز بها مدخلها من رونق، بينما كان يستخدم القوم الأبواب الثلاثة الأخرى. ولم يكن مسموحًا للمتفرجين بالخروج عن النظام الصارم في الحركة ما بين المدرجات التي كانت تنقسم إلى ثلاث فئات رئيسية، ولكل منها مكانه المخصص. ولم يكن سعر بطاقة الدخول هو الفيصل في تحديد مقعد كل متفرج، بل كانت مكانته الاجتماعية هي التي تحدد في أي الأقسام يجلس حيث كان الدخول مجانيًا وقتها.

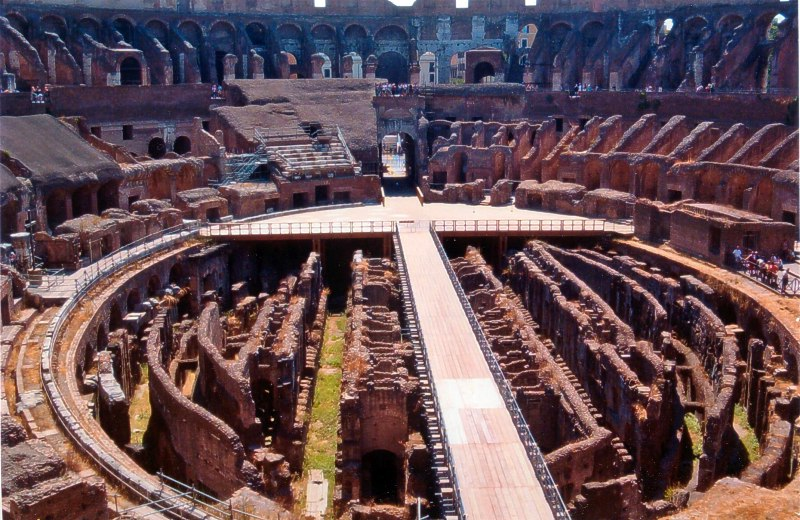
الكولوسيوم من الداخل

#### ترتيب المقاعد
يسع الكولوسيوم لما بين 50,000 إلى 80,000 شخصًا. تم ترتيب المدرجات بشكل هرمي بما يتوافق مع الهرم الاجتماعي لسكان روما؛ في المقدمة الأمامية للمدرج وبالقرب من الساحة الرملية كانت هناك منصة يتم حجزها باسم الإمبراطور وأعضاء مجلس الشيوخ، حيث أن الرومان كانوا قد حفروا أسمائهم على المقاعد المخصصة لهم. أما الأقسام الأخرى الحجرية من الطوابق الثاني والثالث والرابع فكانت موزعة من الأسفل نحو الحلبة إلى أعلى حسب الترتيب الطبقي الاجتماعي؛ حيث كان يجلس في الطابق الثاني طبقة الأشراف والفرسان، وهم طبقة رجال الأعمال في المجتمع الروماني، وكانوا يجلسون على تسع مصاطب من الطبقات الرخامية؛ أما الطابق الثالث والرابع، فكان يجلس المواطنون العاديون من بقية أفراد الشعب، وكانوا متكتلين فوق بعضهم البعض في حوالي 20 أو 30 مصطبة. وكان هذا هو الحجم الأصلي للمدرج في عهد الإمبراطور فسبازيان، إلا أن ابن الإمبراطور تيتوس عمل على إكمال المدرج وقام ببناء طابق خامس من القواعد الخشبية، وسُمح وقتها للنساء اللاتي سمح لهن الإمبراطور أغسطس بالدخول إلى المسرح، حيث بُنيت خصيصًا للطبقات الفقر في المجتمع الروماني. وكان الكولوسيوم بمثابة عالم مصغر من الترتيب الهرمي لطبقات المجتمع الروماني في ذلك الوقت، حيث كان مكان جلوس الشخص هو الذي يحدد موقعه في التسلسل الهرمي في المجتمع.

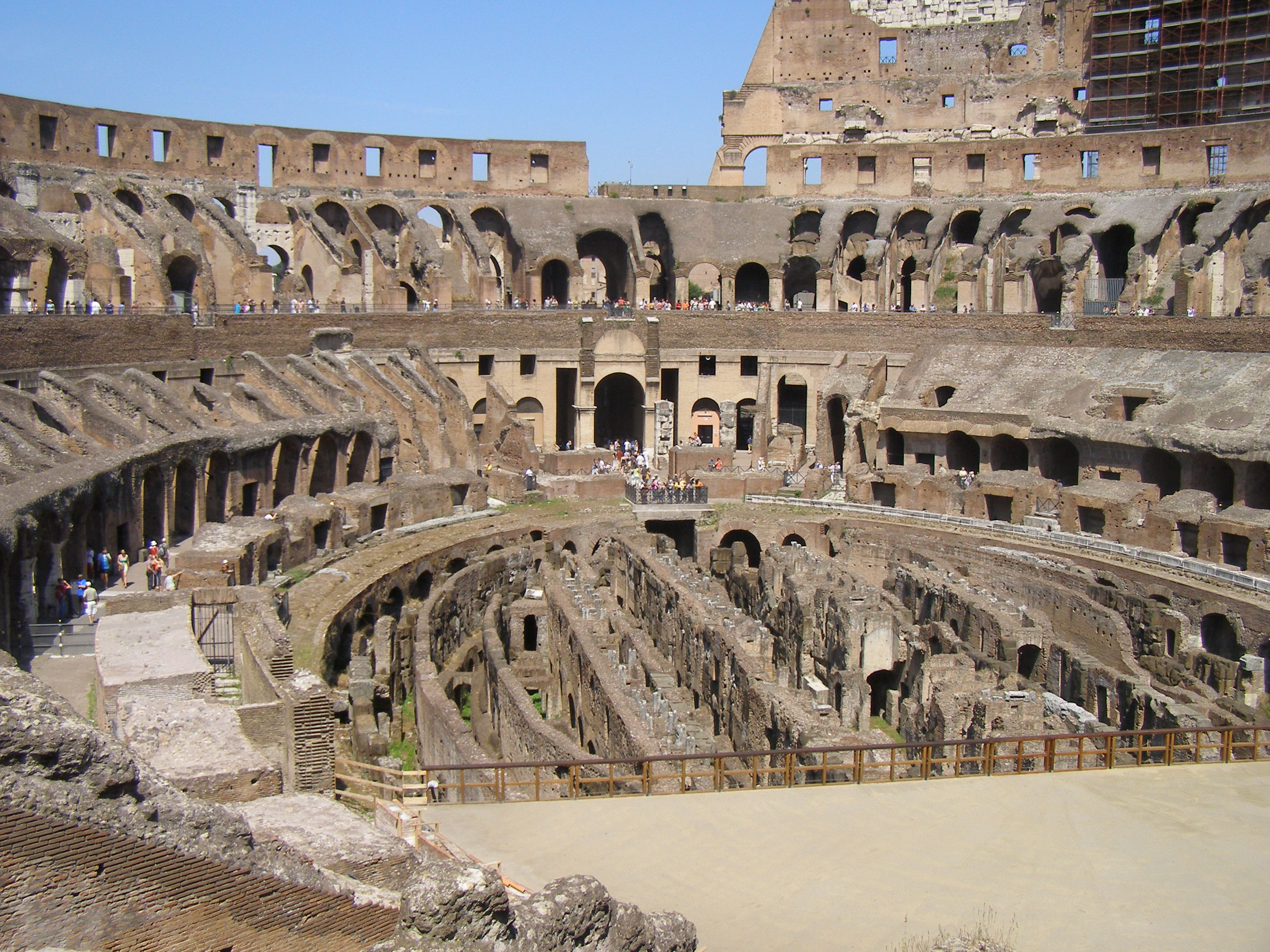
الكولوسيوم من الداخل من منظور آخر.

#### الساحة

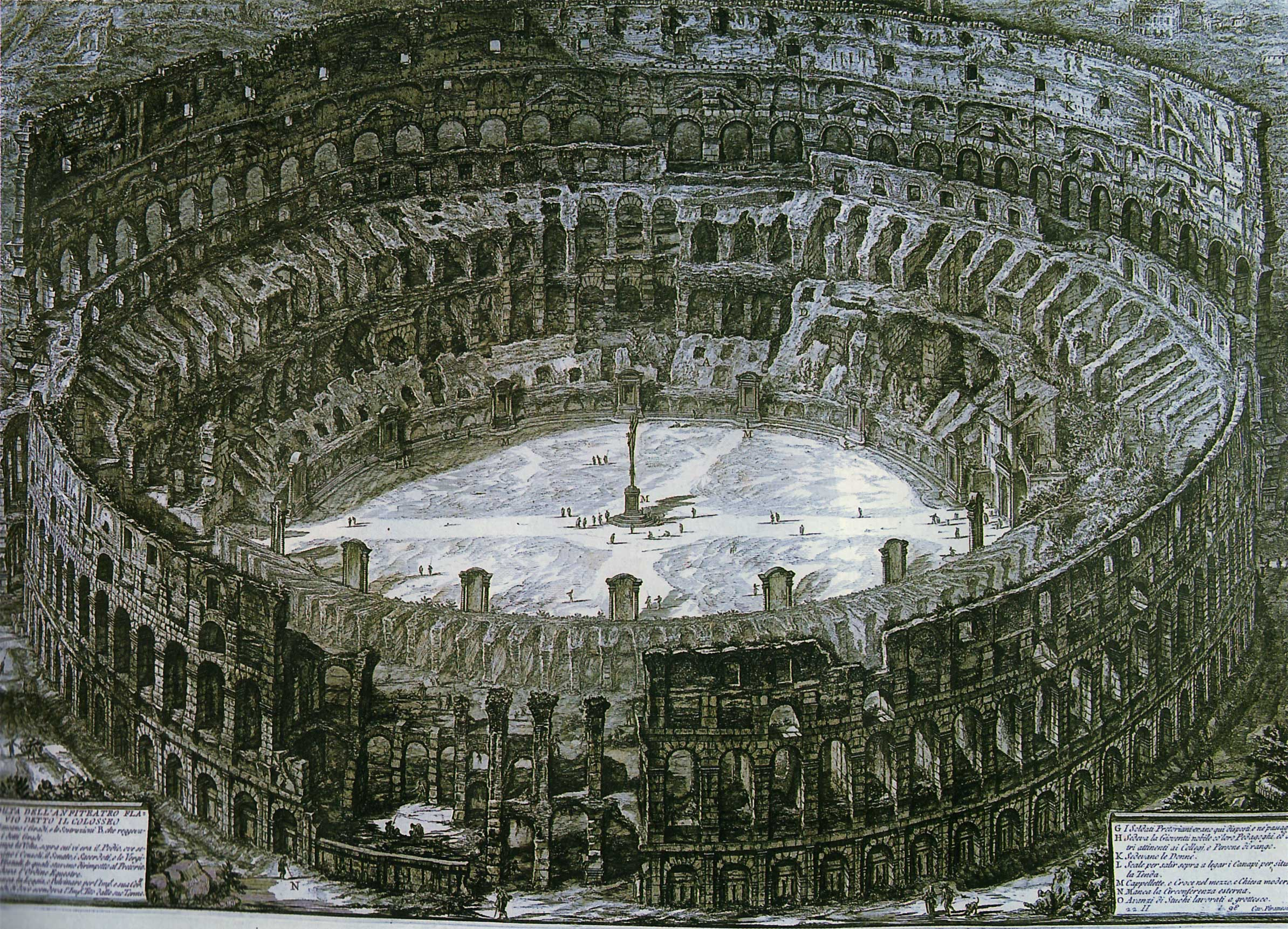
صورة بانورامية للكولوسيوم من الأعلى.

قُدر طول الساحة الرملية 83 مترًا (280 قدمًا) وعرضها 48 مترًا (163 قدمًا). وهي أرضية خشبية تغشاها الرمال، ولم يتبق من الساحة الأصلية إلا القليل، إلا أنه لا يزال واضحًا المعالم في الوقت نفسه. كانت تتألف من شبكة ذات مستويين تحت سطح الأرض من الأنفاق والأقفاص حيث كان يتم تجهيز المصارعين والحيوانات قبل بدء المسابقات. وكان بها ثمانين مهوى عمودي يمكّنا الوصول الفوري إلى أقفاص الحيوانات المخبأة تحت الأرض من الساحة؛ إضافة إلى منصات الوقوف الكبيرة، والتي تسهل دخول الفيلة وما شابها في الحجم. وقد أُعيد هيكلتها في مناسبات عدة، قد تصل إلى اثني عشر مرحلة على أقل تقدير.

تم توصيل المنطقة تحت الأرض أسفل الساحة عبر شبكة من الأنفاق تحت الأرض إلى عدد من النقاط خارج الكولوسيوم. وكان يتم جلب الحيوانات وفناني الأداء عبر الأنفاق القريبة من الإسطبلات، فيما كان يتم الإتيان بالمصارعين من ثكناتهم في لودس ماغنوس، مدرسة للمصارعين في روما القديمة تقع إلى الشرق على بعد أمتار قليلة من الكولوسيوم، عبر الأنفاق. فيما كان يتم تخصص بعض الأنفاق المنفصلة التي تسمح بدخول وخروج الإمبراطور وحاشيته دون الحاجة إلى المرور بين الحشود. وكان هناك كميات كبيرة من الآلات، حيث وُجدت آلات الرفع والبكرات والدعائم، التي كانت ترفع الحيوانات في أقفاصهم إلى السطح لتطلقهم في الساحة لبدء المسابقات والقتال. إضافة إلى وجود الأدلة التي تؤكد وجود رافعات هيدروليكية كبيرة، ووفقًا لحسابات قديمة، كان من الممكن إغراق الساحة الرملية بسرعة، ويفترض وجود هذا الاتصال عبر قنطرة قريبة منه.

### القطع الناقص والإهليجي
لقد تم تحليل القطع الناقص والأشكال البيضاوية الأربعة المركزية للكولوسيوم. والتحقق من أن كلا النموذجين يقدمان مطابقات دقيقة للبيانات ، لكن القطع الناقص يتناسب دائمًا بشكل أفضل. ومع ذلك ، فإن هذه الاختلافات صغيرة نسبيًا ، ولتحديد ما إذا كانت مهمة ، تم تطبيق الاختبار الوسيط لمقارنة توزيعات القيم المتبقية. وجد أن الاختبار الوسيط لم يتمكن من تحديد فروق ذات دلالة إحصائية بين القطع الناقص والبيضاوي في معظم الحالات. يمكن تفسير ذلك بعدة طرق. أولاً ، ربما يكون القطع الناقص هو النموذج الصحيح بالفعل، وربما كان من الممكن أن تسفر التقنيات دقة عن نتائج أفضل. ثالثًا ، ربما يكون الشكل البيضاوي ذو الأربعة مراكز هو النموذج المرجعي الخطأ للمقارنة به. تم النظر في الأشكال البيضاوية الأخرى (على سبيل المثال مع ثمانية وحتى اثني عشر مركزًا) . إذا تم ترتيبها أو تركيبها بشكل صحيح ، فإنها يمكن أن توفر ملاءمة أفضل من الأشكال البيضاوية الأربعة المركزية وبالتالي توفر تحديًا أكبر للقطع الناقص.

## استخدام الكولوسيوم
قديمًا، كان الكولوسيوم يستخدم في تقديم عروض قتال المصارعين والمسابقات الجماهيرية وصيد الحيوانات والمعارك بين السجناء والحيوانات، وإعدام السجناء والمعارك البحرية الصورية وإعادة تمثيل المعارك الشهيرة والأعمال الدرامية التي كانت يعتمد على الأساطير الكلاسيكية. أما في الوقت الحالي، فيعد المزار السياحي الأكثر استقطابًا للسائحين الأجانب. وتتراوح تذكرة الدخول للفرد ما بين 10 و50 يورو، إلا أن الدخول مجانًا للافراد أقل من 18 ربيعًا وأكبر من 65 ربيعًا من مواطني الاتحاد الأوروبي. وفي صيف عام 2010، اُفتتحت شبكة من الممرات تحت الأرض والتي كانت تستخدم لنقل الحيوانات البرية والمصارعين إلى داخل الحلبة بعد إجراء بعض الترميمات عليها.

### العصر الإمبراطوري

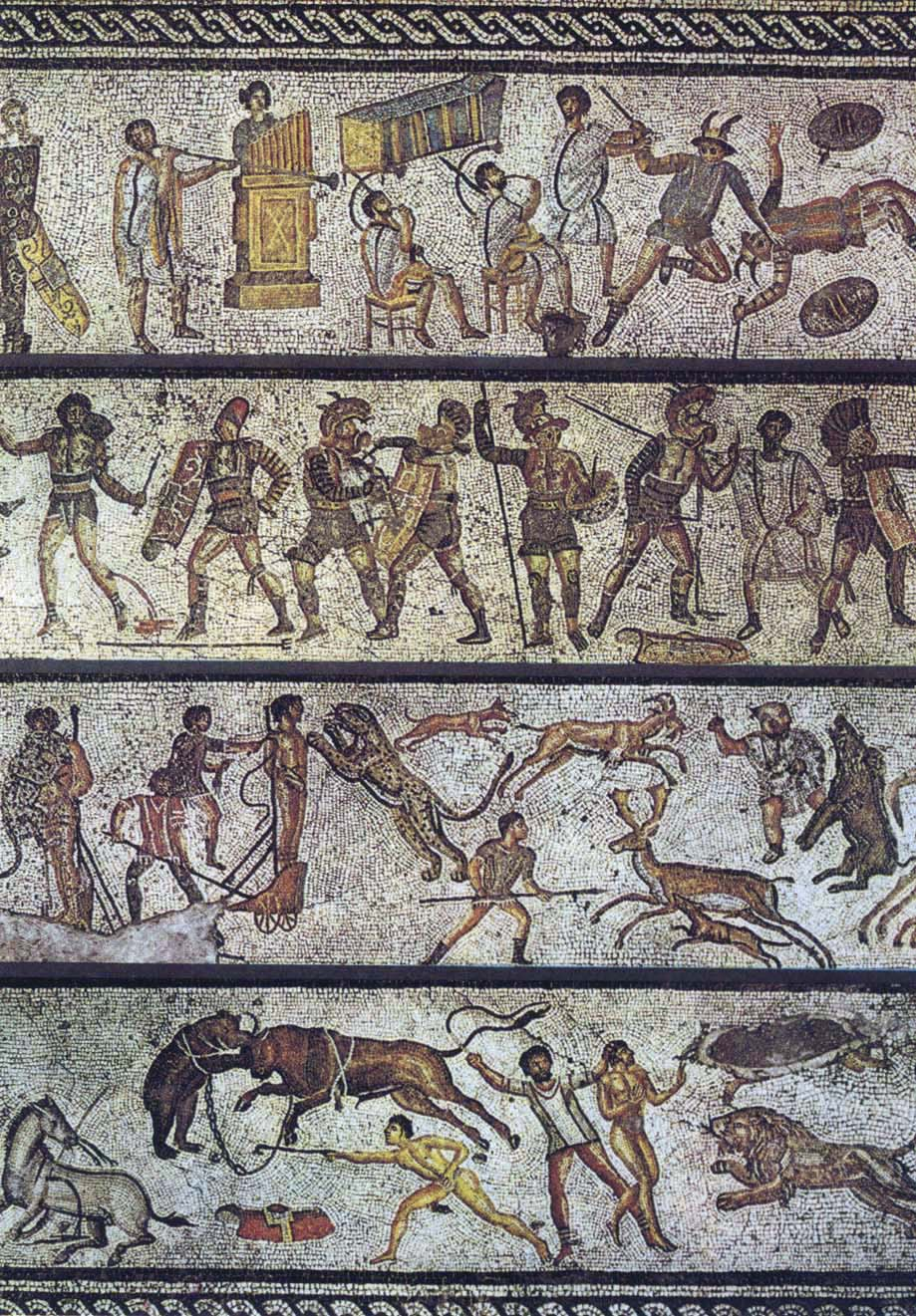
فسيفساء رومانية تعرض وسائل الترفيه في القرن الأول، في متحف ليبيا بطرابلس، ليبيا.

أُقيم المدرج بالقرب من التمثال البرونزي للإمبراطور نيرون الذي أحرق روما، وكان ذلك الأمر بمثابة تعويض لأهلها عن الظلم الذي لحق بهم بعد مصادرة أراضيهم من قبل نيرون. وسمي الكولوسيوم نسبة إلى ذلك التمثال الذي كان يقف منتصبًا بجانبه في شكل إله الشمس وبارتفاع 38 مترًا. وكان الاستاد بمثابة المكان المخصص لتنظيم الألعاب التي تصف بالشدة والقسوة، حيث كان يستخدم في صراعات عنيفة بين البشر وبعضهم البعض أو بين البشر والحيوانات، والتي كانت تنتهى بمقتل أحد الأطراف. وكان يتم تنظيم هذه الألعاب من قبل أفراد من العائلة الإمبراطورية والتي كانت تسمح لكل سكان روما بحرية الدخول إليه بشكل مجاني. كان من الممكن دخول المبنى من خلال بواباته الثمانين المؤدية إلى المدرجات. وكما أن المبنى كان مكونًا من أربعة طوابق فوق سطح الأرض، فكان الطابق الأخير مخصصًا لجلوس الطبقات الدنيا من عامة الشعب والنساء؛ أما أقرب الطوابق للساحة الرملية فكانت مخصصة للإمبراطور وعلية القوم والشخصيات البارزة في المجتمع الروماني حينذاك. واستخدم الباطرة الكولوسيوم للترفيه عن الجمهور وإشغالهم بالألعاب التي كانت رمزًا لهيبة وقوة الأباطرة وسيلة لزيادة شعبيتهم. كانت المباريات تجري ليوم كامل أو حتى لعدة أيام متعاقبة، كانت تبدأ مع الأعمال الكوميدية وتليها عرض لبعض من الحيوانات النادرة والغريبة، وتُختتم بالمعارك بين الحيوانات والمصارعين، أو بين المصارعين بعضهم البعض، والتي كانت تنتهي بمقتل أحد الطرفين، وكان هؤلاء المقاتلون عادة من العبيد وأسرى الحرب أو المجرمين.
جاءت استعادة الكولوسيوم الأولى على يد الإمبراطور أنطونيوس بيوس عام 217. وكان لدى هذا الإمبراطور قناعة بأهمية المبنى ومدى ارتباطه بتاريخ الإمبراطورية الرومانية، ولذلك حث الجميع على كتابة وإضافة المزيد من الحقائق والمعلومات والمراجع والبحوث للمدارس والكليات عن الكولوسيوم ومكانته، وكان ذلك لما يحويه المبنى من حقائق تاريخية ومعلومات قيمة عن حياة شعب روما القديمة. وفي عهده، نشب حريقًا في المدرج، نجم عن البرق، ونتج عن الحريق انهيار الهياكل العلوية والأرضية الخشبية داخل المدرج. واستغرق ترميم الكولوسيوم قرابة الخمس سنوات من عام 217 إلى 222. وخلال هذه الفترة، تم نقل المباريات إلى سيرك ماكسيموس. وبدأت أعمال الترميم تحت حكم الإمبراطور إيل جبل، ونفذها خليفه الإمبراطور ألكسندر سيفيروس - بعد اغتيال الأول- والذي جدد الأروقة. وأُعيد افتتاح المبنى عام 222. ولم يتم إصلاحه كليًا حتى عام 240، وتم مواصلة إعادة ترميمه فيما بين عامي 250 و252، ومرة أخرى في عام 320. وسُجلت نقوش تدل على إقامة ترميمات للمبنى من جانب الأباطرة ثيودوسيوس الثاني وفالنتينيان الثالث، واللذين حكما من 425 إلى 450، وربما كان ذلك على خلفية إصلاح الأضرار الناجمة التي خلفها زلزال عام 443؛ وقد تمت أعمال الترميم فيما بين أعوام 484 و508.

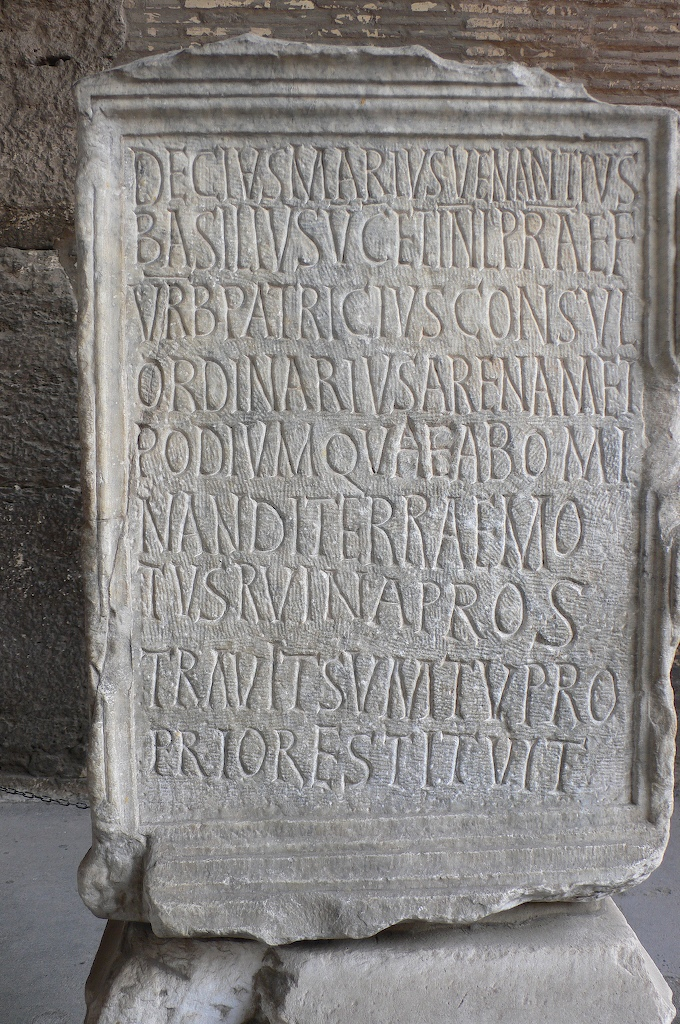
نقش لديسيوس ماريو باسيل فينانسيو للاحتفاء بترميم الكولوسيوم، قدمه على نفقته بعد وقوع زلزال.

اتخذ الزعيم القوطي الغربي ألاريك الأول قراره باقتحام مدينة روما في 24 أغسطس 410. وأثناء الاقتحام توفي ألاريك وخلفه زوج أخته أتولف الذي وافق على طلب الإمبراطور هونوريوس بمغادرة إيطاليا مقابل أن يُعطى القوط أراضي أيبيريا وأكويتين. وبعد احتلال روما، عُثر على نقشًا على المنصة المحيطة بالساحة دالًا على تشريف الإمبراطور هونوريوس، الذي قام باعادة ترميم المبنى، ونهى هونوريوس عن إقامة ألعاب الجلد والعنف. ومنذ ذلك الحين، أصبح المدرج يستخدم في توزيع الأوردة والمكافآت. وفي وقت لاحق، تم إلغاء التسجيل في الكولسيوم واقتصار الأمر على إعادة كتابة أعمال الترميم الكبرى التي تمت بعد زلزال عام 442، وذلك من قبل محافظ المدينة ألبا فلافيوس. وظل المبنى مستخدمًا لما يقرب من 500 عامًا، حيث سُجلت أخر معركة في التاريخ بين المتصارعين في عام 435؛ أما صيد الحيوانات فاستمر حتى عام 523؛ فيما سُجلت آخر ألعاب أقيمت به في القرن السادس في ساحته الرملية، بعد التاريخ التقليدي الذي يعتقد بسقوط الإمبراطورية الرومانية الغربية عام 476، حيث تم منع منازلات الكولوسيوم نهائيًا.

### العصور الوسطى
على مدار الفترات التالية التي امتدت لستة قرون، استخدمت حجارة المبنى في بناء المنازل من قبل سكان المدينة الذين أتخذوا من الممرات وأروقة الكولوسيوم مكان إقامة لهم. وتم استخدام جزء من الساحة في بناء قلعة لعائلة فرانجياني النبيلة. وخلال العصور الوسطى إلى عصر النهضة والباروك، بقى الكولوسيوم مستخدمًا من قبل الأسر الحاكمة في روما والباباوات الذين استخدموا حجراته في المباني الخاصة بهم. وبهذه الطريقة، تم الحفاظ عليه وخصوصًا الواجهة الخارجية الأثرية المكونة من أربعة طوابق والواقعة على النصف الشمالي. وقد لحقت أضرار جسيمة بالبناء خلال زلزالي عامي 847 و1349. في القرن الثامن عشر وتحديدًا فيما بين عامي 1749 و1750 في عهد البابا بندكت الرابع عشر، أصبح الكولوسيوم هو المكان الذي تم تكريسه للاحتفاء بذكرى الشهداء، ومن ثم تم الحفاظ على الكولوسيوم.

### فترة الترميم من القرن التاسع عشر حتى المعاصرة

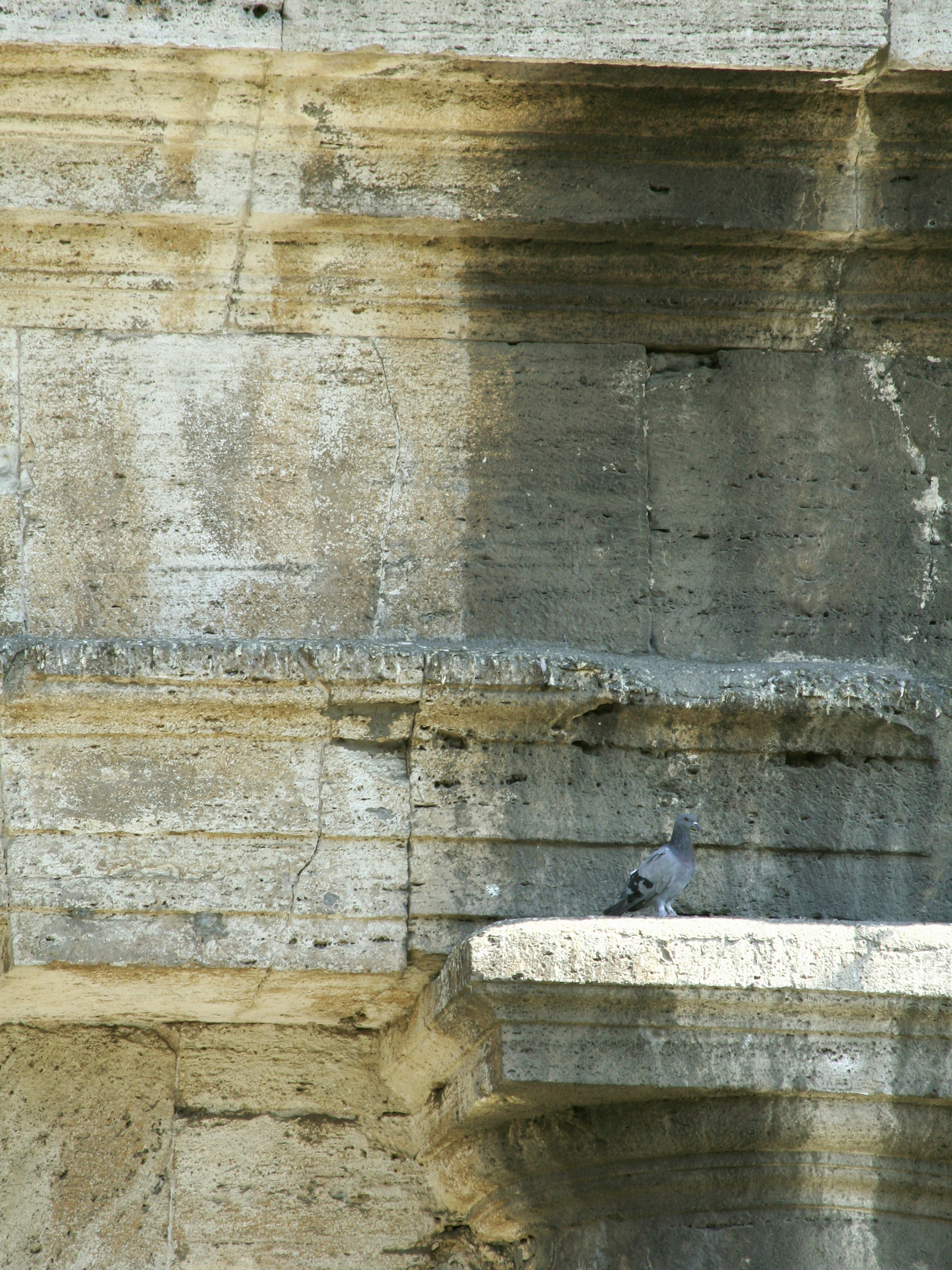
تنظيف أجزاء من الجدار الخارجي للكولوسيوم فيما بين أعوام 1993 و2000 لإصلاح الضرر الذي لحق به جراء عوادم السيارات.

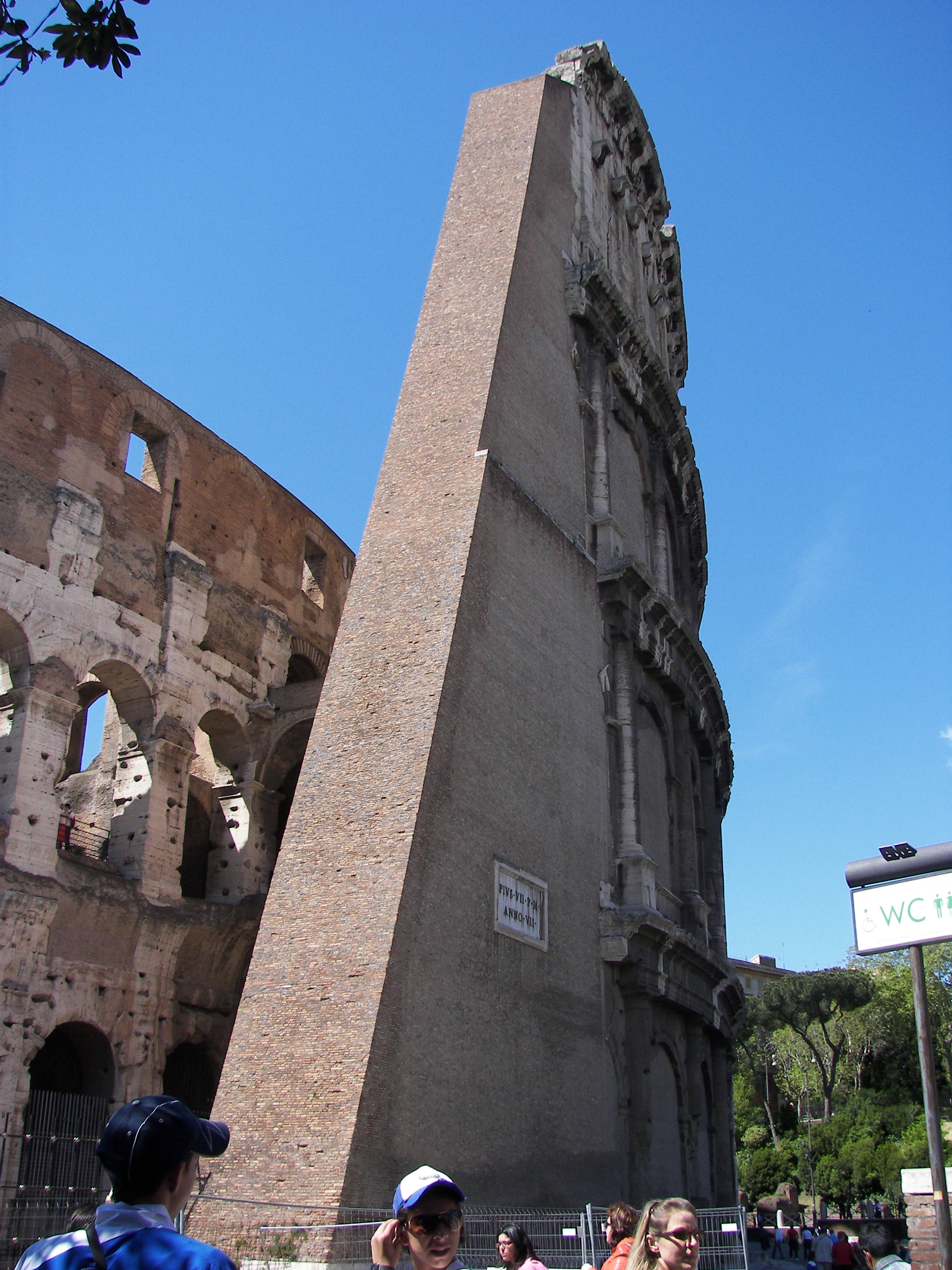
دعامة للكولوسيوم ترجع لعام 1806.

تم إنشاء لجنة خاصة من قبل البابا بيوس السابع، وبدأت مرحلة الترميم الأولى بعد عام 1806، بعدما ضرب زلزالًا عنيفًا المبنى، والذي أثر بدوره على جانبي الجدار الخارجي. ودمر الزلزال بشكل كبير الجانب الغربي من الجدار، وخلف ذلك وجود كتل مهدمة غير آمنة تطلبت إجراء عملية ترميم طارئة، بعد مساعدات قدمتها طبقة الأغنياء والتجار. وكان هذا الدعم حافزًا كبيرًا للقيام بالترميم. قدم المعماري رافاييل شتيرن مشروعًا إلى أكاديمية القديس لوقا لإعادة ترميم الكولوسيوم مع اثنين من الوسطاء، وتمثل ذلك في إعادة بناء جزء من العلية والأقواس التالفة.
في عام 1806، أضاف غاسباري سالفي ولويجي الطوب في عملية الترميم، أما الأساسات فقد اعتمدت على الحجر الجيري الذي اُستخدم أيضًا في ترميم الأقواس، وبالمثل تم تأمين القسم العلوي من المبنى عبر قضبان حديدية. وفي عام 1815، قام جوزيبي هوتيل فالادير، الذي كان قد تأثر بهندسة مبنى الكولوسيوم في البدء بمشروع ترميم المدرج.
وفي عام 1823، بدأ بترميم ثقوب المدرج والأجزاء المتهدمة من الجدار الخارجي، معتمدًا في ترميمه على نفس نوع الحجر الجيري الذي اُستخدم في المبنى. وقد امتدت فترة الترميم لجوزيبي قرابة العشر سنوات، وتم الاحتفال بنهاية العمل بعد الانتهاء من إعادة بناء الهيكل الجديد. وفي عام 1852، تم تسجيل الترميم الذي قام به جوزيبي هوتيل فالادير في عهد البابا بيوس التاسع في الجانب المواجه لهضبة إسكيلين.
في الفترة الاخيرة تم الاهتمام بشكل كبير في تقديم المزيد من الرعاية للكولوسيوم. وتم توجيه نداء خاص للمانحين من القطاع الخاص والعام في إيطاليا، وتم تقديم حوالي 25 مليون يورو مبلغًا لمشروع ترميمي مدته ثلاث سنوات، ويشمل تغطية نفقات التنظيف والترميم العاجلة. وكان من المتوقع أن يتم إتمام ترميم نسبة 85% من المبنى بحلول عام 2014، وذلك وفقًا لعمدة روما إجناسيو مارينو. وتسمح عملية الترميم الجديدة للمبنى بزيادة سعته الاستيعابية للزوار بنسبة 25%. ولكن أُعلن لاحقًا أن أعمال الترميم هذه لن تنتهي قبل حلول سنة 2016.

## الكولوسيوم اليوم
بعد تحطم جزء من الكولوسيوم إثر هزة أرضية عنيفة في القرون الوسطى، استخدم أمراء عصر النهضة جزءًا من حجارة المدرج في تشييد قصورهم العامرة مثل باباريني الذي تحول إلى متحف الآن، وقصر فارنيزي الذي استولى عليه نابليون ليصبح مقرًا للسفارة الفرنسية. وقد أقيمت في السنوات الاخيرة عدة حفلات موسيقية لأشهر الفنانين العالميين في باحة المدرج مثل بول مكارتني من فريق البيتلز، إلا أن أنصار البيئة عارضوا الأمر بحجة أن ذلك يعد إفسادًا لأهم الأثار التاريخية من قبل الجمهور، وهو بدوره ما أدى إلى تقليل عدد الحفلات. ويزور الكولوسيوم جنبًا إلى جنب المنتدى الروماني قرابة 5 ملايين زائر سنويًا. وقال نائب وزير الثقافة الإيطالي فرانشيسكو جيرو أن مبيعات تذاكر المواقع الأثرية في روما قد بلغت 41 مليون يورو، علمًا أن عائدات زيارة الكولوسيوم والمنتدى الروماني والمواقع الأثرية المحيطة به تدر وحدها ريعًا يزيد على 30 مليون يورو.
رصد خبراء الآثار الإيطاليون انحناءه في جدران مبنى الكولوسيوم في روما. وقد أثبت بعض الدراسات التي باشرتها جامعة لا سابينتسا ومعهد الجيولوجيا البيئية والهندسة الجيولوجية في روما أن جدران هذا المبنى الدائري الشكل بدأت تنحني نحو 40 سنتيمترًا ناحية الجنوب. وقد دفع هذا التغير في الهيكل السلطات الإيطالية إلى إيلاء ترميمه بصفة عاجلة أولوية كبيرة. وقد أوضحت إدارة المبنى الذي يعود تاريخه إلى قرابة 2000 عام أن الخبراء لاحظوا هذا الميل منذ نحو عام، وقد أخضعوه للمراقبة طوال الأشهر القليلة الماضية. وحذر مدير قسم تكنولوجيا الإنشاءات بجامعة لا سابينتسا من احتمال وجود شرخ في القاعدة الخرسانية التي يرتكز عليها الكولوسيوم الذي يشبه كعكة بيضاوية سمكها نحو 13 مترًا. ويعد الكولوسيوم هو المعلم الأثري الثاني في إيطاليا الذي يعاني من الانحناء بعد برج بيزا المائل.

### الكولوسيوم في الأدب والسينما

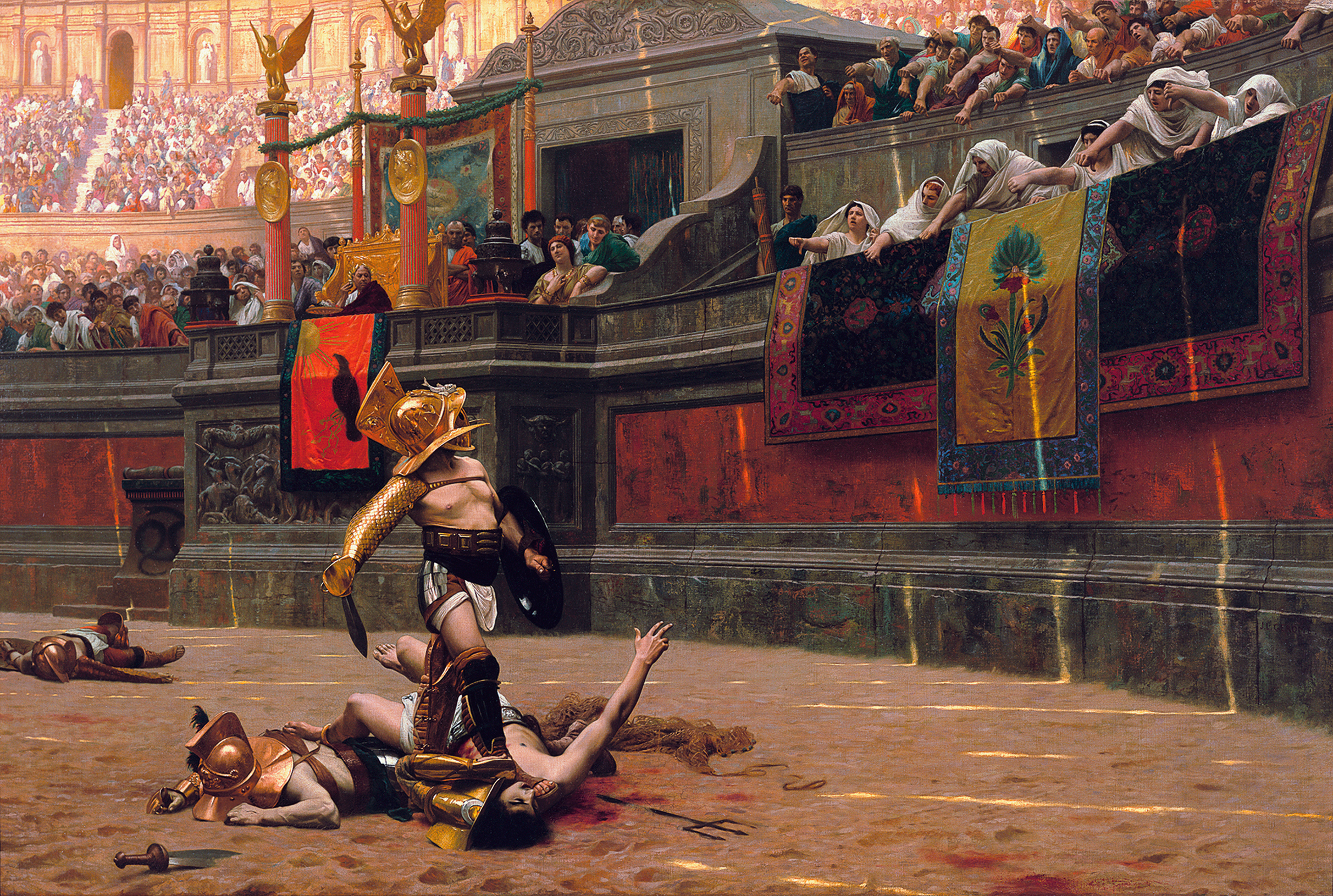
شملت الأفلام عدة مشاهد استخدام واسع النطاق من لقطات الصور الحاسوب ولدت لإطلالة روما.

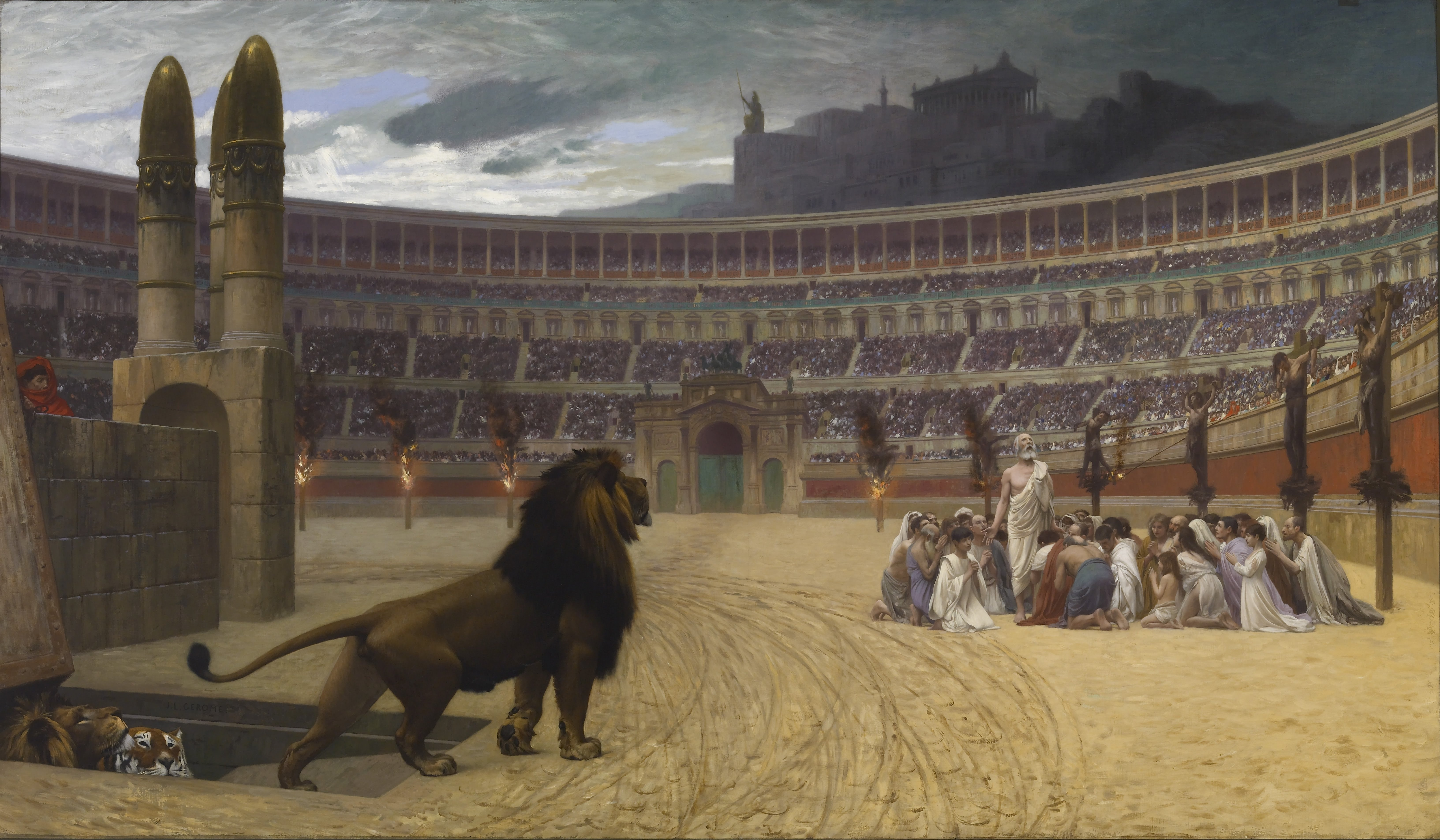
الصلاة الأخيرة لمسيحين خلال أحد حفلات التعذيب في الكولسيوم، روما لوحة لجان ليون جيروم سنة 1834.

يعتبر الكولوسيوم رمز للثقافة الغربية، وذلك كان سببًا في ظهوره في العديد من الأفلام والأغاني والأعمال الفنية العالمية، حيث تمت معالجة الكثير من الأفلام التي كانت تصور أبرز مشاهد المعركة الأخيرة بطريقة تقترب من الواقع. ويعد فيلم المجالد عام 2000 للممثل النيوزلندي راسل كرو هو الأبرز والأحدث تمثيلًا له.
- عام 1934: أغنية أنت الأعلى، أيها الكولوسيوم، من تأليف الموسيقي كول بورتر.[110]
- عام 1946: في فيلم يانيكي في روما للمخرج لويجي زامبا.[111]
- عام 1948: في بداية الفيلم الواقعية الجديدة، تحت شمس روما للمخرج ريناتو كاستيلاني.[112]
- عام 1953: في فيلم عطلة رومانية للمخرج وليام يلر، ومن بطولة جريجوري بيك وأودري هيبورن.
- عام 1954: في فيلم المصارعين من إخراج دافيس دلمر.[113]
- عام 1972: في فيلم طريق التنين من إخراج وبطولة بروس لي.[114]
- عام 1985: في فيلم أستريكس ومفاجأة قيصر.[115]
- عام 1997: في فيلم فريق مزدوج، من إخراج تسوي هارك، وبطولة جان كلود فاندام وميكي رورك.[116]
- عام 1998: مقهى هارد روك في أورلاندو، في ولاية فلوريدا، هو مصمم على شكل مبنى الكولوسيوم.[117]
- عام 2000: في فيلم المصارع للمخرج ريدلي سكوت، استخدمت فيه تقنية رسومات الحاسوب والتي صممت على شكل مبنى الكولوسيوم.
- عام 2002: وضعت صورة الكولوسيوم على عملة 5 سنت من اليورو.[118]
- عام 2003: في فيلم الخيال العلمي ليزي ماغواير، للمخرج جون إمييل، حيث يتم إتلاف الكولوسيوم بواسطة البرق.[119]
- عام 2008: في فيلم الطائر، بطولة هايدن كرستنسين، حيث يبدو فيه الكولوسيوم أثناء مشهد معركة بينه وبين أعدائه.[120]
- عام 2010: في لعبة الفيديو عقيدة الاغتيال.[121]
- عام 2012: في فيلم مدغشقر 3.[122]